# Свидівка (річка)
Сви́дівка (інші назви — Свидовець, Свидівець, Болітниця, Болотниця) — річка в Україні (у межах Овруцького та Олевського районів) і в Білорусі (Гомельська область). Права притока Уборті (басейн Прип'яті).
Витоки розташовані на околиці села Усового, неподалік від західних схилів Словечансько-Овруцького кряжа. Тече переважно з півдня на північ та північний схід територією Поліської низовини і здебільшого в межах Поліського заповідника.
Довжина річки 58 км, площа басейну 852 км². Ширина долини до 2 км, глибина до 10 м. Заплава майже вздовж усієї річки заболочена, її пересічна ширина 300 м. Ширина річища 8—10 м. Похил річки 1 м/км.
Найбільші притоки: Жолобниця (ліва); Червонка, Пертниця, Зимуха, Канава Осмольська, Лохниця (праві).

## Назви річки
- Річка має декілька назв: у верхній течії — Болітниця (Болотниця), у середній та нижній — Свидівка (або Свидовець, Свидівець); у Білорусі — Сьвідовец.